# Ylläs–Levi-loppet
Ylläs–Levi är ett årligt 70 kilometer långt långlopp på skidor i klassisk stil i finska Lappland som går i början av april. Loppet avhölls första gången år 2016 och ingår sedan 2017 i långloppscupen Ski Classics, där det utgör säsongens sista tävling.
Starten är i Ylläs och målgången i Levi. Initiativtagare till loppet var förre finländska skidåkaren Juha Mieto. Ett inslag på upploppet är att det är Jultomten som delar ut ett par skor i renskinn och tar emot segraren.
Segrare i herrklassen 2017 var Petter Eliassen och i damklassen Katerina Smutna. Både 2018 och 2019 vann Andreas Nygaard respektive Astrid Øyre Slind. 2020 och 2021 blev loppet inställt på grund av coronapandemin. 2022 vann Emil Persson respektive Britta Johansson Norgren – de första svenska segrarna i loppet.